# Ludwik Kukier
Ludwik Kukier (ur. 18 sierpnia 1921 w Rudzienku, zm. 22 września 1998 w Opolu) – polski wojskowy, podpułkownik ludowego Wojska Polskiego, żołnierz Batalionów Chłopskich (BCh).

## Życiorys
Urodził się na Lubelszczyźnie w rodzinie małorolnego chłopa. W 1943 roku wstąpił ochotniczo do oddziału Batalionów Chłopskich przybierając pseudonim Cegła. Następnie został powołany do odbycia służby wojskowej w 3 Pułku Piechoty. Pułk stacjonował w byłym obozie na Majdanku. 
W 1945 roku podjął naukę w Oficerskiej Szkole Piechoty w Gryficach, a po jej ukończeniu, został skierowany do służby w Wojskach Ochrony Pogranicza (WOP). Pełnił min. funkcję dowódcy strażnicy WOP Owsiszcze (był 1946 rok), a także kolejno: szefa sztabu batalionu oraz wykładowcy w Oficerskiej Szkole WOP w Kętrzynie. Jesienią 1963 roku został mianowany na dowódcę 45 batalionu WOP w Prudniku, którą to funkcję pełnił do zakończenia zawodowej służby wojskowej. 
Do rezerwy odszedł w 1973 roku. Był prezesem koła nr 17 Związku Byłych Żołnierzy Zawodowych i Organizacji Rodzin Wojskowych przy jednostce wojskowej 2448 w Prudniku. Jego zięciem był Ryszard Zembaczyński.
Zmarł 22 września 1998 roku w Opolu. Został pochowany na cmentarzu komunalnym w Półwsi. 

## Wybrane odznaczenia
- Krzyż Oficerski Orderu Odrodzenia Polski
- Krzyż Kawalerski Orderu Odrodzenia Polski
- Złoty Krzyż Zasługi
- Srebrny Krzyż Zasługi